# 누리플랜
누리플랜(누리plan) 주식회사는 도시건설 사업을 하는 대한민국의 기업이다. 발광다이오드(LED) 등 경관조명, 교량 받침 등 플랜트 사업, 스마트시티 관련 사업과 백연, 미세먼지, 악취 저감 등 에코플랜 사업을 하고 있다. 누리플랜의 종속기업 유니슨HKR이 기업공개를 검토중이다. 최근 한국도로공사서비스 사장에 오병삼 전 누리플랜그룹 부회장 취임하였다

## 역사
이상우 창업자가 1992년에 대산강건을 창업하였다.
2006년 대산강건이  인수합병하였다 2010년 10월에 26일 공모가 5500원으로 코스닥 시장에 상장하였다.

2011년 현금배당 결정 등 공시 불이행을 사유로 불성실공시법인으로 지정되었다

2014년 한 회사 두 대표가 같은 날 두개의 주주총회를 개최하는 등 경영권 분쟁에 휘말렸으며 전 대표이사가 양심선언을 하였다 이상우 누리플랜 회장과 이일재 누리플랜 전 공동대표를 거래처 물품대금을 과대계상하는 등의 수법으로 회삿돈 18억2000여만원을 빼돌려 특정경제가중처벌법상 횡령, 뇌물공여 혐의로 불구속 기소되었다 이로 인해 주식이 매매거래정지를 당하였으며 법원은 이상우 전 대표이사에게 징역 2년 집행유예 4년, 이일재 전 대표이사에게 징역 1년6개월 집행유예 2년을 선고하였다
현대백화점 그룹 계열사였던 현대엘이디를 인수하여 누리온이라 이름으로 편입하였다 2019년에는 풍력발전기 제조업체인 유니슨㈜의 교량 건설사업부를 떼어내 2009년 물적분할한 회사인 교량받침 제조업체 유니슨이테크 지분 100%를 인수하였다.

2023년 누리유니슨홀딩스 지분 투자를 목적으로 발행한 사모 전환사채 30억원을 전액 조기 상환했다
2023년 채무상환을 위해 시총의 80%에 달하는 구주주 대상 유상증자 청약에서 910.32대 1일을 기록했다 95%의 청약률을 기록했으며 미배정 주식에 대해 일반공모에서

재무건전성 강화를 위해 실시한 회사 자산재평가에서 345억원의 차액이 발생했다 일반투자자를 대상으로 진행된 유상증자 일반공모 청약에서 3252억원의 증거금이 들어와 910:1의 경쟁률을 기록하였다.

## 자회사
- 유니슨HKR: 구 유니슨이테크(주)이며 충청남도 천안시에 본사를 두고 플랜트 사업, 건설사업 (종속회사: HKR VIETNAM CO., LTD.(베트남), UNISON VINA CO., LTD.(베트남), GLOMET SYS CO., LTD.(베트남))
- HKR VIETNAM CO., LTD.: 랜트 사업, 건설사업 외
- 누리온: 구 (주)현대엘이디이며 경기도 안산시에 본사를 두고 엘이디 조명 등기구 제작, 설치 및 유,무선통신장비 및 소프트웨어를 개발 및 제조
- 누리웍스: 경기도 성남시에 본사를 두고 있으며 경관사업부문 분할
- 미디어디바이스
- 파워글라스글로벌: LED조명기기 제조, 미디어 운영 시스템

## 부채
2022년 6월 3일 5년 만기로 30억원 규모의 전환사채를 발행했으나
2023년 12월에 전액 조기 상환했다.

## 참고 문헌
1. ↑  민경진, 누리플랜 신임 대표이사에 이형기 前 HDC현산 전무 내정, 한국경제, 2022-12-21
2. ↑  최대주주
3. ↑  최대주주 배우자
4. ↑  최대주주 친인척
5. ↑  종속기업 대표이사
6. ↑  최대주주 친인척
7. ↑  최대주주 친인척
8. ↑  누리플랜, 2분기 '어닝 서프라이즈'…"획기적인 원가율 개선" 매일경제TV 2025-08-13
9. ↑  김우람, 이형기 누리플랜 대표 “수익성 악화 프로젝트 올해까지…내년 주력사업 기반 다질 것” 탐방기UP, 이투데이, 2023-12-03
10. ↑  박상희, 이상우 누리플랜 회장, 유니슨HKR 상장 '잭팟'?, 더벨, 2022-01-06
11. ↑  민현배, 한국도로공사서비스 사장에 오병삼 전 누리플랜그룹 부회장 취임, 경기일보, 2023-08-30
12. ↑  최지희, '성공신화'의 또 다른 꿈은 100년 갈 장수기업, 대한경제,2011-01-24
13. ↑  “이정호, 누리플랜,경관조명사업 진출, 한국경제, 2006.04.01”. 2023년 12월 7일에 원본 문서에서 보존된 문서. 2023년 12월 7일에 확인함.
14. ↑  배석희, 경관시설·조명 기업 누리플랜, 코스닥 상장, 한국조경신문, 2010.10.06
15. ↑  정재웅, 누리플랜, 불성실공시법인 지정..제재금 400만원, 이데일리, 2011-04-07
16. ↑  김희진, 한 회사 두 대표… 누리플랜, 한날에 두 주총, 이투데이, 2014-03-27
17. ↑  하준규, ‘경영권 분쟁’ 시달리는 누리플랜, 시사포커스, 2014.04.27
18. ↑  류근원, 누리플랜 전 대표 양심선언 ‘경영권 분쟁 새 국면’, 스포츠월드, 2014-04-03
19. ↑  황재하, '회삿돈 18억 횡령' 누리플랜 전·현 대표, 재판에, 머니투데이, 2014년 7월 17일
20. ↑  김도윤, 누리플랜, 거래정지…최대주주 횡령혐의 발생, 머니투데이, 2014년 7월 17일
21. ↑  최하나, 누리플랜, 전 경영진 횡령 혐의 유죄 판결, 뉴스토마토, 2014-11-21
22. ↑  (Technology 4.0) 김승교, 누리온, 전기신문, 2018.10.31
23. ↑  김태형, 유니슨이테크 신임 대표에 허재정씨 취임, 대한경제, 2019-08-12
24. ↑  유혜림, 누리플랜, 유니슨이테크 인수 소식에 상한가, 이투데이, 2019-07-26
25. ↑  누리플랜, 30억 규모 전환사채 조기 상환, 파이낸셜뉴스, 2023.12.05
26. ↑  장효원, 누리플랜, 빚 갚으려 시총 80% 수준 대규모 유상증자, 아시아경제, 2023.09.12
27. ↑  김응태, 누리플랜, 유상증자 청약률 95%…“재무구조 개선”, 이데일리, 2023-12-06
28. ↑  이지영, 누리플랜, 자산재평가로 345억 차액 발생, 뉴시스, 2023년 11월 14일
29. ↑  이나영, 누리플랜, 유상증자 일반청약 경쟁률 910:1 기록… "청약금액 3252억원 몰려", 뉴스핌, 2023년12월11일
30. ↑  (주)누리플랜 전환사채권발행결정(제6회차), 팍스넷, 2023.06.21
31. ↑  윤정일, 누리플랜, 30억원 규모 전환사채 조기 상환, 전기신문, 2023.12.05